# Giannina Marchini
Giovanna Concetta Annunziata „Giannina“ Marchini (verheiratete Vitti; * 18. Januar 1906 in Florenz; † 9. September 1976 in Scandicci) war eine italienische Sprinterin und Mittelstreckenläuferin.
Bei den Olympischen Spielen 1928 wurde sie Sechste in der 4-mal-100-Meter-Staffel und schied über 800 m im Vorlauf aus.
Je einmal wurde sie Italienische Meisterin über 400 m (1928) und im Crosslauf (1929). Ihre persönliche Bestzeit über 800 m von 2:27,8 min stellte sie am 12. Mai 1929 in Bologna auf.